# Coprinellus pellucidus
Coprinellus pellucidus es una especie de hongo en la familia Psathyrellaceae. Fue descrita por primera vez en 1882 como Coprinus pelliculus por el micólogo Petter Karsten, posteriormente fue transferida al género Coprinellus en 2001.